# Паоло Дженнарі
Паоло Дженнарі (італ. Paolo Gennari, 11 вересня 1908 — 29 січня 1968) — італійський академічний веслувальник.
Бронзовий призер Олімпійських Ігор 1928 року в складі розпашної четвірки без стернового.
Чемпіон Європи 1929 року в складі розпашної четвірки без стернового.